# Azid olovnatý
Azid olovnatý (Pb(N3)2) je anorganickou sloučeninou olova a dusíku, je to sůl kyseliny azidovodíkové. Je to krystalická látka, která podobně jako ostatní azidy těžkých kovů snadno vybuchuje. Nedextrinovaný azid olovnatý je mimořádně citlivý na tření (prakticky nejvíce z běžných třaskavin s konkurentem v podobě jednoduchého acetylidu stříbra) a velmi citlivý na nárazy. Samotný azid olovnatý je jen středně citlivý na iniciaci malým plamenem či jiskrou, proto se v rozbuškách kombinuje s jinými třaskavinami, které jsou více citlivé na krátký plamen či menší jiskru. Běžné výboje statické elektřiny mohou i přes tento fakt azid olovnatý detonovat. Používá se jako třaskavina do průmyslových, ale i vojenských rozbušek. Azid olovnatý je nekompatibilní s mědí, proto jsou rozbušky z obsahem azidu olovnatého vyráběny z hliníku. Dlouhodobý kontakt s mědí (např. vodiče palníku) v přítomnosti vlhkosti může vzácně vést ke vzniku mnohem citlivějšího azidu mědnatého a náhodné detonaci.
V průmyslových i amatérských aplikacích se azid olovnatý plní do dutinek bez přímého kontaktu s rukou pro vysoké riziko náhodné detonace, která by při přímém kontaktu s končetinami vedla ke zraněním.

## Výroba
Azid olovnatý získáme reakcí azidu sodného s dusičnanem olovnatým nebo octanem olovnatým. Používá se přitom 4 % roztok azidu sodného, ke kterému se postupně vlévá 10 % roztok dusičnanu olovnatého:
2 NaN3 (aq) + Pb(NO3)2 (aq) → 2 NaNO3 + Pb(N3)2
V rámci této reakce vznikají krystalky azidu olovnatého, které jsou ve vodě jen málo rozpustné.
Pro zamezení vzniku podlouhlých krystalů (lehce zlomitelné a tudíž náchylné k detonaci), přidáváme do roztoku s dusičnanem 3 g dextrinu na každých 100 g dusičnanu olovnatého.